# Badrinath

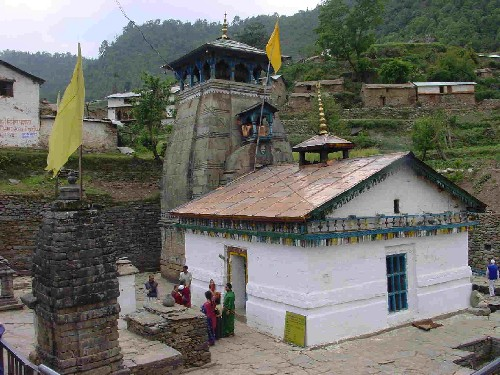
Świątynia Weda-Wjasy

Badrinath (hindi बद्रीनाथ) – miasto w północnych Indiach w stanie Uttarakhand, na pogórzu Himalajów Wysokich.
Populacja miasta w 2001 roku wynosiła 841 mieszkańców.
Położone pomiędzy górskimi pasmami Nar i Narajan. Nad miastem góruje szczyt Nilkanth (Błękitnogardły) o wysokości 6957 m n.p.m.